# Programme d'entraînement cérébral du Dr Kawashima : Quel âge a votre cerveau ?
 (juin 2008).
Programme d'entraînement cérébral du Dr Kawashima : Quel âge a votre cerveau ? (en anglais : Brain Age: Train Your Brain in Minutes a Day en Amérique du Nord, ou Dr. Kawashima's Brain Training: How Old Is Your Brain? en Europe) est un jeu vidéo de réflexion sorti sur Nintendo DS en 2005 au Japon. Il fait partie de la gamme de jeux Touch! Generations.
Au Japon, il est connu sous le nom Tōhoku Daigaku Mirai Kagakugijutsu Kyōdōkenkyū Center Kawashima Ryūta Kyōju Kanshū Nō o Kitaeru Otona no DS Training (東北大学未来科学技術共同研究センター川島隆太教授監修 脳を鍛える大人のDSトレーニング en japonais, "entraînement DS pour adultes faisant travailler leur cerveau (par) le professeur-superviseur Ryūta Kawashima du centre de recherches collaboratives des sciences du futur de l'Université du Tōhoku").

## Déroulement du jeu
Le joueur est accueilli par le professeur Ryuta Kawashima, et fait tout d'abord quelques tests (de mémoire, calcul mental, vitesse de lecture, etc.) qui permettent à la machine d'évaluer son cerveau et de lui donner âge à ce dernier. Il devra ensuite faire ces jeux régulièrement pour faire évoluer sa « note , et pourra consulter des graphiques présentant sa progression. De nouveaux jeux se débloquent au fur et à mesure de l'avancée dans le jeu.
Une version de démonstration est présente pour faire essayer le jeu à des amis.
L'évaluation utilise un test (Couleurs (voir plus bas)) pour donner une estimation approximative de l'âge du cerveau.
L'entraînement est une épreuve de calcul mental (Calcul 20, voir plus bas).
Elle propose également une grille de Sudoku ou encore le kakuro (sorte de mots croisés numériques)
L'entraînement quotidien est la plus grande partie du jeu : il propose une évaluation complète de l'âge du cerveau en utilisant 3 tests au hasard sur les 6 possibles (Couleurs, Mnémonique, Chiffres, Tracé, Compte, Calcul 20). À l'issue de ces exercices, une estimation de l'âge du cerveau est faite, allant de 20 (meilleur score possible) à 80 ans.
Mais c'est l'entraînement qui est l'attraction principale du jeu : en proposant 9 tests différents, il permet de « rajeunir » le cerveau. Les tests proposés sont :
- Calcul 20 : 20 calculs mentaux à effectuer le plus vite possible
- Calcul 100 : 100 calculs mentaux à effectuer le plus vite possible. Le mode difficile propose des divisions en plus des additions, soustractions et multiplications du niveau normal
- Lecture : Un texte à lire à haute voix ou en silence le plus vite possible
- Mémoire : Mémoriser la position de quelques chiffres (1 à 10), puis une fois qu'ils ont disparu, toucher le carré où ils étaient dans l'ordre croissant
- Syllabaire : Compter le nombre de syllabes phonétiques dans quelques proverbes
- Va-et-vient : Des gens entrent et sortent d'une maison. Il faut dire combien il en reste à la fin (de 0 à 9). Le Mode Difficile fait entrer et sortir les gens par la cheminée en plus des deux côtés de la maison du mode normal
- Tricalcul : En mode facile, deux opérations puis une autre qui fait intervenir les résultats des deux précédentes. Le Mode difficile est un "Quadricalcul" (3 puis 2 puis une opération)
- Heures : Compter la différence temporelle entre deux pendules
- Calcul oral : 50 calculs mentaux auxquels il faut répondre par la voix.

## Description des tests

### Évaluation
Ces tests sont utilisés par le jeu pour évaluer l'âge du cerveau du joueur.
Couleurs : Les mots "Rouge", "Bleu", "Jaune" et "Noir" s'affichent écrits en rouge, bleu, jaune ou noir.
Le joueur doit dire à voix haute la couleur des lettres le plus rapidement possible. Au bout de 50 mots, le jeu se termine. Ce test est basé sur l'effet Stroop.
Mnémonique : 30 mots s'affichent à l'écran pendant 2 minutes.
Au bout de ces 2 minutes, le joueur a 3 minutes pour en réécrire le plus possible.
Chiffres : Des groupes de chiffres de couleurs et de comportements différents sont présentés à l'écran et pour chaque groupe il est demandé combien possède une certaine caractéristique (par exemple : "Combien de rouges ?" ou "Combien tournent ?" ou encore "Combien de 7 ?"), le joueur devant répondre le plus rapidement possible.
Tracé : Des points comportant des lettres de A à M et des nombres de 1 à 13 sont éparpillés sur l'écran tactile et doivent être reliés rapidement possible dans l'ordre suivant : A-1-B-2-C-3-D-4.....M-13.
Vitesse : Ce test consiste simplement à compter à voix haute aussi vite que possible jusqu'à 120.
Calcul 20 : 20 calculs simples (additions, soustractions, multiplications) s'affichent et le joueur doit écrire rapidement les réponses.

### Entraînement
Calcul 20 : Même jeu que pour l'évaluation.
Calcul 100 : Même principe que le Calcul 20, mais avec 100 calculs.
Lecture : Le joueur doit lire à voix haute un texte de littérature. La vitesse de lecture détermine le rang du joueur.
Mémoire : Des chiffres apparaissent un court instant avant d'être cachés. Le joueur doit ensuite toucher les emplacements des nombres dans l'ordre croissant. S'il réussit, il continue avec 1 chiffre de plus. S'il échoue, il continue avec 1 chiffre de moins. Plus le joueur arrive à mémoriser de chiffres, plus il obtient de points.
Va-et-vient : Plusieurs personnes entrent et sortent d'une maison, et ce plusieurs fois. À un moment, le joueur devra écrire combien de personnes sont dans la maison.
Le nombre de bonnes réponses détermine le rang du joueur.
Syllabaire : Des phrases sont montrées au joueur, qui doit compter le nombre de syllabes que comportent ces phrases. Le temps qu'a mis le joueur pour faire l'exercice détermine le rang du joueur.
Tricalcul : Pour cet exercice, un exemple vaut mieux qu'un discours :
Seuls les termes en italique sont présents sur l'écran.
```
   
3 6   2

     
+   -

     9 4
       
+

       13
```

Explications : 3+6=9 ; 6-2=4.
9+4=13.
13 est la solution.
Le temps utilisé détermine le rang du joueur.
Heures : Deux pendules à aiguilles affichant des heures différentes sont présentées au joueur, qui doit calculer la différence de temps entre .
Le temps utilisé détermine la rang du joueur.
Calcul oral : Ce jeu reprend le principe du Calcul 20, avec 50 opérations, à la différence que les réponses doivent être dites à haute voix.

## Critiques commerciales
Le jeu a reçu un accueil favorable par la critique :
- (fr) Jeuxvideo.com 15/20
- (en) IGN 8.0 / 10.
- (en) GameSpy 3.5 / 5.0
- (en) GameSpot 7.2 / 10.0
- (en) 1UP.com 8 / 10
- (en) Eurogamer 9 / 10
- Nintendo le magazine officiel 8.5/10

## Critiques et controverses scientifiques
Pour vérifier l'efficacité du jeu vidéo sur les capacités intellectuelles, les chercheurs français Alain Lieury et Sonia Lorant-Royer ont mené une étude expérimentale indépendante. Ils ont réparti des enfants de dix ans en quatre groupes qui ont reçu un entraînement différent pendant sept semaines :
- les deux premiers groupes ont utilisé le Programme d'entraînement cérébral du Docteur Kawashima durant ces sept semaines ;
- le troisième groupe a fait des jeux sur papier durant ces semaines ;
- finalement, le dernier groupe a suivi le programme scolaire classique.

Les résultats des groupes sont les suivants :
- les groupes Kawashima et le groupe papier-crayon ont autant progressé que le quatrième (environ 20 %) ;
- les groupes Kawashima ont régressé de 15 % en mémorisation alors que le groupe papier-crayon a augmenté de 30 % ;
- globalement, les groupes Kawashima et papier-crayon ont progressé de 10 %. C'est bien moins que le quatrième (20 %).

Le jeu n'a pas eu d'impact sur les capacités cérébrales des enfants. Alain Lieury en conclut que si ces jeux ne fonctionnent pas sur les enfants, à l'âge où l'apprentissage est le meilleur, il ne fonctionnera pas non plus chez l'adulte. Il en conclut que le jeu n'est qu'un jeu, mais pas un outil permettant d'améliorer le cerveau,.

## Postérité
Le jeu a connu une suite, Programme d'entraînement cérébral avancé du Dr Kawashima : Quel âge a votre cerveau ?, et son succès a entrainé la création de jeux similaires (Brain Trainer Portable sur PlayStation Portable). Il fait partie de cette catégorie de jeux sur Nintendo DS ayant surpris les analystes de la branche de par des ventes durables et un total de ventes dépassant le triple-million. L'essor de ces « non-jeux » a fortement pesé dans le duel opposant la Nintendo DS à la PlayStation Portable. Le succès de cette franchise est si important que sa suite est le jeu le plus vendu de tous les temps au Japon, après Super Mario Bros. et les jeux de la marque Pokémon, dans des classements de 2007. Le jeu existe en versions coupées sur le catalogue : DSiWare et a fait l'exclusivité de la DSI XL avec le jeu Une pause avec l'Entraînement cérébral : Littéraire donc une petite partie du jeu original, on retrouve : Mélomane, Cartes de visites (à compléter).
Le 28 juillet 2017 paraît en France le troisième opus, L'infernal programme d'entraînement cérébral du Dr Kawashima : Pouvez-vous rester concentré ?, sur les consoles de la famille Nintendo 3DS, et cela plus de 5 ans après sa parution japonaise le 28 juillet 2012. Ne s'intéressant plus à l'âge du cerveau, le jeu s'articule autour de "l'entraînement infernal" qui vise à améliorer les capacités de concentration du joueur, en réaction au développement des nouvelles technologies du début du XXIe siècle qui, selon l'introduction du jeu, nous contraindraient à agir en permanence dans une logique multitâche en limitant notre capacité à nous investir pleinement et efficacement sur une seule activité.
La quatrième version du Programme d'entraînement cérébral du Dr Kawashima délaisse la 3DS et passe sur Nintendo Switch. Le jeu est déjà disponible au Japon depuis octobre 2019. La version française sort le 3 janvier 2020.
Le docteur Kawashima se serait vu proposer 22 millions de dollars en guise de royalties par Nintendo. Le scientifique les a tout simplement refusés. L'intégralité des 22 millions est allée à une fondation pour la recherche scientifique : « Je n'ai pas eu un seul sou en poche […] Toute ma famille est en colère à cause de cela. Mais je leur réponds que, s'ils veulent de l'argent, ils n'ont qu'à travailler pour le mériter ! »,

## Production
Les musiques du jeu ont été composées par Minako Hamano et Akito Nakatsuka